# EKU
EKU is een Duits bier dat gebrouwen wordt door de Kulmbacher Brauerei te Kulmbach.
De EKU 28 wordt gepromoot als een van de sterkste bieren ter wereld. Dit is misleidend omdat de 28 verwijst naar het stamwortgehalte van het bier en niet het alcoholpercentage.

## Variëteiten[1]
- EKU Pils (4,9%)
- EKU Hell (4,9%)
- EKU Export (5,4%)
- EKU Festbier (5,6%)
- EKU 28 (11%)
- EKU Radler (2,5%)